# Aarhuský protokol o perzistentních organických polutantech

Mapa zobrazující signatáře Protokolu o perzistentních organických znečišťujících látkách (zelená) a státy, které Protokol ratifikovaly (tmavě zelená) k roku 2022

Aarhuský protokol o perzistentních organických polutantech, protokol z roku 1998 o perzistentních organických polutantech (POP), je dodatek k Ženevské úmluvě z roku 1979 o dálkovém znečišťování ovzduší přesahujícím hranice států (LRTAP). Protokol usiluje o „kontrolu, redukci nebo odstranění vypouštění, emisí a ztrát perzistentních organických znečišťujících látek“ v Evropě, některých zemích bývalého Sovětského svazu a ve Spojených státech amerických, aby se snížil jejich přeshraniční tok a aby bylo chráněno lidské zdraví a životní prostředí před nepříznivými účinky.
Autory a propagátory Protokolu byla Evropská hospodářská komise Organizace spojených národů (EHK OSN), která v té době zastřešovala 53 různých členských zemí a aliancí. Protokol byl novelizován dne 18. prosince 2009: Novely k textu a přílohám I, II, III, IV, VI a VIII k Protokolu z roku 1998 o perzistentních organických znečišťujících látkách nabyly účinnosti dne 20/01/2022 a novely k přílohám I a II k tomuto protokolu nabyly účinnosti dne 26/02/2023.
Ke květnu 2013 protokol ratifikovalo 31 států a Evropská unie.
Ve Spojených státech amerických je protokol výkonnou dohodou, která nevyžaduje souhlas Senátu. K vyřešení nesrovnalostí mezi ustanoveními protokolu a stávajícími zákony USA (konkrétně zákonem o kontrole toxických látek a federálním zákonem o insekticidech, fungicidech a rodenticidech) je však potřeba přijmout právní předpisy.

## Látky
V Protokolu jsou obsaženy následující látky. Dokument se zaměřuje na seznam 16 látek, které byly označeny za rizikové podle dohodnutých kritérií (obsahuje jedenáct pesticidů, dvě průmyslové chemikálie a tři vedlejší produkty/kontaminující látky). Protokol určil pravidla pro řádnou likvidaci odpadních produktů považovaných za zakázané a omezené, včetně zdravotnického materiálu.
| POP                                                        | Zařazení         |
| ---------------------------------------------------------- | ---------------- |
| Aldrin                                                     | Původně zahrnuto |
| Chlordan                                                   | Původně zahrnuto |
| Dieldrin                                                   | Původně zahrnuto |
| Endrin                                                     | Původně zahrnuto |
| Heptachlor                                                 | Původně zahrnuto |
| Hexachlorobenzen                                           | Původně zahrnuto |
| Mirex                                                      | Původně zahrnuto |
| Toxafen                                                    | Původně zahrnuto |
| Polychlorované bifenyly                                    | Původně zahrnuto |
| DDT                                                        | Původně zahrnuto |
| Polychlorované dibenzodioxiny/Polychlorované dibenzofurany | Původně zahrnuto |
| Chlordecon                                                 | Původně zahrnuto |
| Hexachlorcyklohexan                                        | Původně zahrnuto |
| Hexabrombifenyl                                            | Původně zahrnuto |
| Polyaromatické uhlovodíky                                  | Původně zahrnuto |
| Pentabromdifenyl ether                                     | Uznáno           |
| Oktabromdifenyl ether                                      | Uznáno           |
| Pentachlorbenzen                                           | Uznáno           |
| PFOS                                                       | Uznáno           |
| Hexachlorbutadien                                          | Uznáno           |
| Polychlorovaný naftalen                                    | Uznáno           |
| Chlorované parafíny s krátkým řetězcem                     | Uznáno           |